# Mandarin (sprog)
 For alternative betydninger, se Mandarin. (Se også artikler, som begynder med Mandarin)
 Der er for få eller ingen kildehenvisninger i denne artikel, hvilket er et problem. Du kan hjælpe ved at angive troværdige kilder til de påstande, som fremføres i artiklen.

Mandarin kan inden for sprog betyde to forskellige ting:
- En række beslægtede dialekter, der tales i det nordlige og sydvestlige Kina.
- Det officielle sprog i Kina (Putonghua / Guoyu / Huayu / Hanyu) dvs. det sprog som alle kinesere lærer i skolen i Kina, og som bruges i de landsdækkende tv-kanaler i Kina. Det kaldes også for standard-mandarin eller standard-kinesisk og er baseret på en mandarin-dialekt, der stammer fra området omkring Beijing.

Det skønnes, at 1.075.000.000 mennesker taler standard-mandarin. Det tales i Singapore, på Taiwan, i Folkerepublikken Kina (de fleste, som bor i den nordlige del af Kina, har det som modersmål), og i flere andre lande. I Hong Kong er kantonesisk stadigvæk dominerende, men siden Hong Kong blev en del af Folkerepublikken i 1997, er standard-mandarin blevet stadig mere udbredt der. Den officielle sprogpolitik i Hong Kong taler om 两文三語, “to skriftsprog, tre talesprog”, med kinesisk og engelsk som skriftsprog og kantonesisk, standard-mandarin og engelsk som talesprog. Kantonesisk og standard-mandarin kan dog i mange tilfælde også være forskellige, når de bliver skrevet.
Standard-mandarin kaldes i Kina for Putonghua (普通话, "almindeligt sprog"), hvorimod det kaldes Guoyu (國語, "lands sprog") på Taiwan, skønt mange dér foretrækker udtrykket Beijinghua (北京話). Der er forskelle mellem de to officielle varianter af mandarin, men de er ikke store.
Standardkinesisk skrives med kinesisk skrift. De forskellige dialekter i Kina skrives normalt ikke bortset fra i reklamer og i navne på restauranter og lignende, med undtagelse af kantonesisk især i Hong Kong. Aviser og bøger er normalt altid skrevet på standardkinesisk, igen med undtagelse af Hong Kong. Kantonesisk tales i mange specielt ældre kong-fu-film, fordi mange kinesiske film bliver produceret i Hong Kong, hvor kantonesisk er den lokale dialekt.
Mundtligt mandarin er ikke nødvendigvis forståeligt for dem, som taler andre dialekter af kinesisk, hvis de ikke har lært det, men moderne, skriftligt standardkinesisk (baseret på mandarin) kan læses af de fleste.

## Standard-mandarin og Beijing-dialekt
Ifølge Kinas officielle definition af standard-mandarin består standard-mandarin af:
- Beijing-dialektens fonologi. Man skelner mellem en dialekts fonologi og den faktiske udtale af de enkelte ord.
- Ordforrådet er ord, der findes i de fleste af de forskellige mandarin-dialekter. Dvs. slang og ord med særlig lokal tilknytning er ikke med i standard-mandarin.
- Grammatik og anvendelse som i moderne kinesisk litteratur. Her tænkes fx på værker af Lu Xun, der er skrevet på hverdagssprog (baihua).